# Parkering

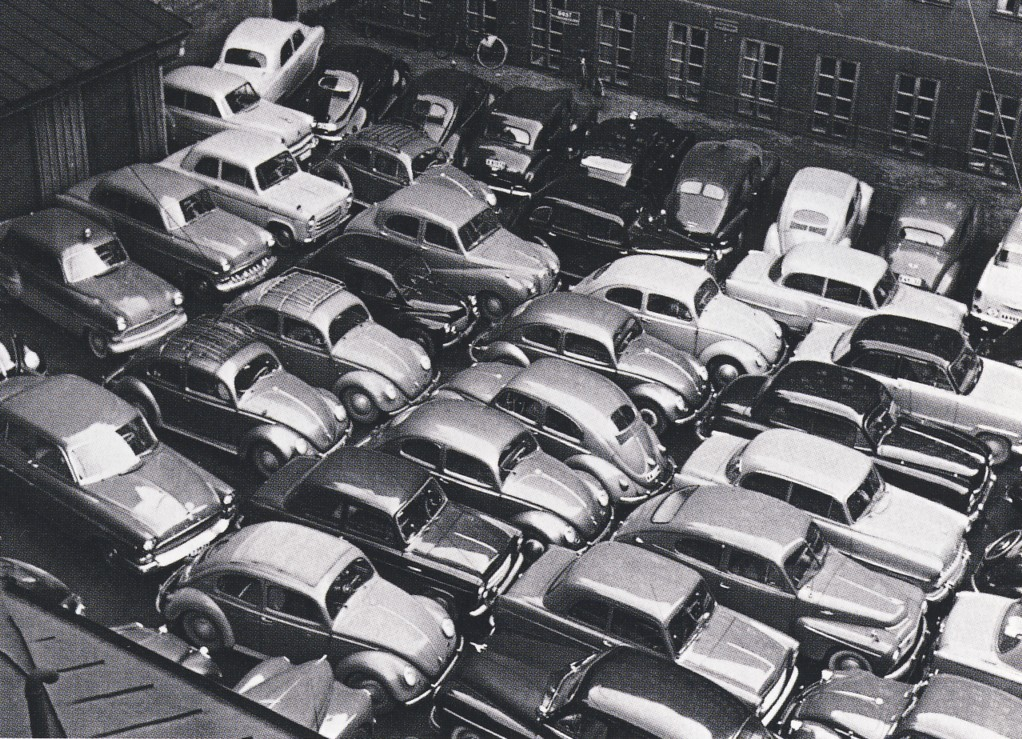
Kompaktparkering på Televerkets gård i Stockholm 1956

Parkering kan ske på kommunal mark på gata eller torg (offentliga parkeringsplatser) och på privatägda parkeringsplatser exempelvis på en bostadsparkering eller i ett parkeringshus och detta styrs utifrån två helt separata regelsystem för parkering.
Man ser enklast skillnad på en kommunal markyta och en (privat) tomtmarksyta genom att det på tomtmarksytan skall finnas en så kallad entreprenörsskylt, en tilläggsskylt med företagsnamn och telefonnummer vid infarten till parkeringsområdet.
Uppskattningsvis utfärdas det i Sverige ca tre miljoner "p-böter" varje år.

## Offentliga p-platser
Parkering definieras av trafikförordningen som att stanna ett fordon av varje annan orsak än att lasta eller lossa gods, att ta upp eller lämna av passagerare, eller för att trafiksituationen kräver det. Ett sådant stopp räknas som parkering oavsett tidsrymd, även om motorn är på, och även om föraren stannar på förarplatsen. Många vägar har parkeringsförbud, vilket är mindre strängt än stoppförbud.
Ett markerat vägavsnitt avsett för parkering av ett fordon kallas parkeringsruta. En plats avsedd för parkering av flera fordon, med eller utan parkeringsrutor, kallas parkeringsplats. Ett parkeringshus är ett hus med parkeringsplatser.

### Parkeringsanmärkning
Parkeringsanmärkning (felparkeringsavgift), ofta felaktigt kallat för parkeringsbot, är i Sverige en avgift som en fordonsägare kan bli skyldig att betala, enligt lagen (1976:206) om felparkeringsavgift (LFA), om någon har stannat eller parkerat fel med fordonet på kommunal mark.
Bestridande av en parkeringsanmärkning sker till Polisen (men trots bestridandet måste ändå betalningen av parkeringsanmärkning ske, i hopp om att senare få rätt).
Även gatumarksparkering kan ske via bolag som tillhandahåller en betaltjänst, exempelvis SMS Park (som exempelvis finns på olika områden i Stockholm inklusive på gatorna i innerstaden).

## Privatägda p-platser

### Kontrollavgift
På privatägd mark (tomtmark) kallas avgiften för kontrollavgift enligt lagen (1984:318) om kontrollavgift vid olovlig parkering (LKOP). Det är då markägaren som utfärdar en sådan, men ofta har markägaren överlåtit kontrollen åt ett parkeringsbolag. Kontrollavgiften får vara samma som, eller lägre än den parkeringsanmärkning som kommunen tar ut för felparkering på gatumark.
Vid bestridande av en kontrollavgift måste du inte betala först, utan du kan börja med att bestrida direkt till bolaget som står på kontrollavgiftslappen. Detta då genom att betala kontrollavgiften anses man också ha accepterat den. Det hör till god sed att parkeringsbolaget inte tar ärendet till inkasso före utredning.
Parkeringsklagomål kan slutligen även handläggas av ARN.
Även markägaren kan påverka parkeringsfilosofin. Många markägare vill ha ett så kallat nollavtal, det vill säga utan kostnad för markägaren och inkomsten till parkeringsbolaget baseras då huvudsakligen på kontrollavgifterna.

## Kritik
Det finns ingen sorts tillståndsgivning eller tillsyn av parkeringsbolag. Dock finns Svenska Parkeringsföreningen som är en ideell sammanslutning av kommuner, kommunalt och privat ägda parkeringsföretag.
Systemet anses av vissa som omodernt. Det ger förvisso samhället effektivitet, men också parkeringsbolagen stor makt och det är rättsosäkert för bilisterna. Exempelvis har i domstol ansetts att en parkeringsvakts ord väger mer än en bilists. Troligen är parkeringssystemen mer moderna i Danmark och Norge.

## Typer
Det finns tre huvudtyper av hur en grupp parkeringsrutor kan vara utplacerade. Dessa typer är:
1. Fickparkering där bilar parkeras i rutor, eller fritt baserat på tillgänglig yta, placerade efter varandra på rad. Se fickparkering för vidare info om denna typ.
2. Lodrät parkering där bilar parkeras lodrätt, sida vid sida. Denna typ är mycket vanlig att skapa större strukturer av på parkeringsytor vid exempelvis köpcentrum.
3. Vinkelparkering där bilar parkeras i vinkel från kantstenen. Se vinkelparkering för vidare info om denna typ.

### Notförteckning
1. ↑  ”SMS Park blir heltäckande i Stockholms stad”. Pressmeddelande. Mynewsdesk. 5 apr 2019. http://www.mynewsdesk.com/se/sms-park/pressreleases/sms-park-blir-heltaeckande-i-stockholms-stad-2856272. Läst 17 april 2019.
2. ↑  sasong-27-avsnitt-9?start=auto&tab=2019 ”Rättsosäkra och föråldrade parkeringsregler”. Plus. Svt. 16 apr 2019. https://www.svtplay.se/video/21811282/plus/plus- sasong-27-avsnitt-9?start=auto&tab=2019. Läst 17 april 2019.[död länk]